# Marko Raičević
Marko Raičević (in serbo Марко Раичевић?; 31 maggio 1988) è un calciatore montenegrino, di ruolo centrocampista, svincolato.

## Carriera
Conta 122 presenze nella prima divisione montenegrina, 18 presenze nella prima divisione macedone e 8 presenze nella prima divisione bosniaca; inoltre ha anche giocato 5 partite nei turni preliminari di Europa League.